# Tulpenlampe

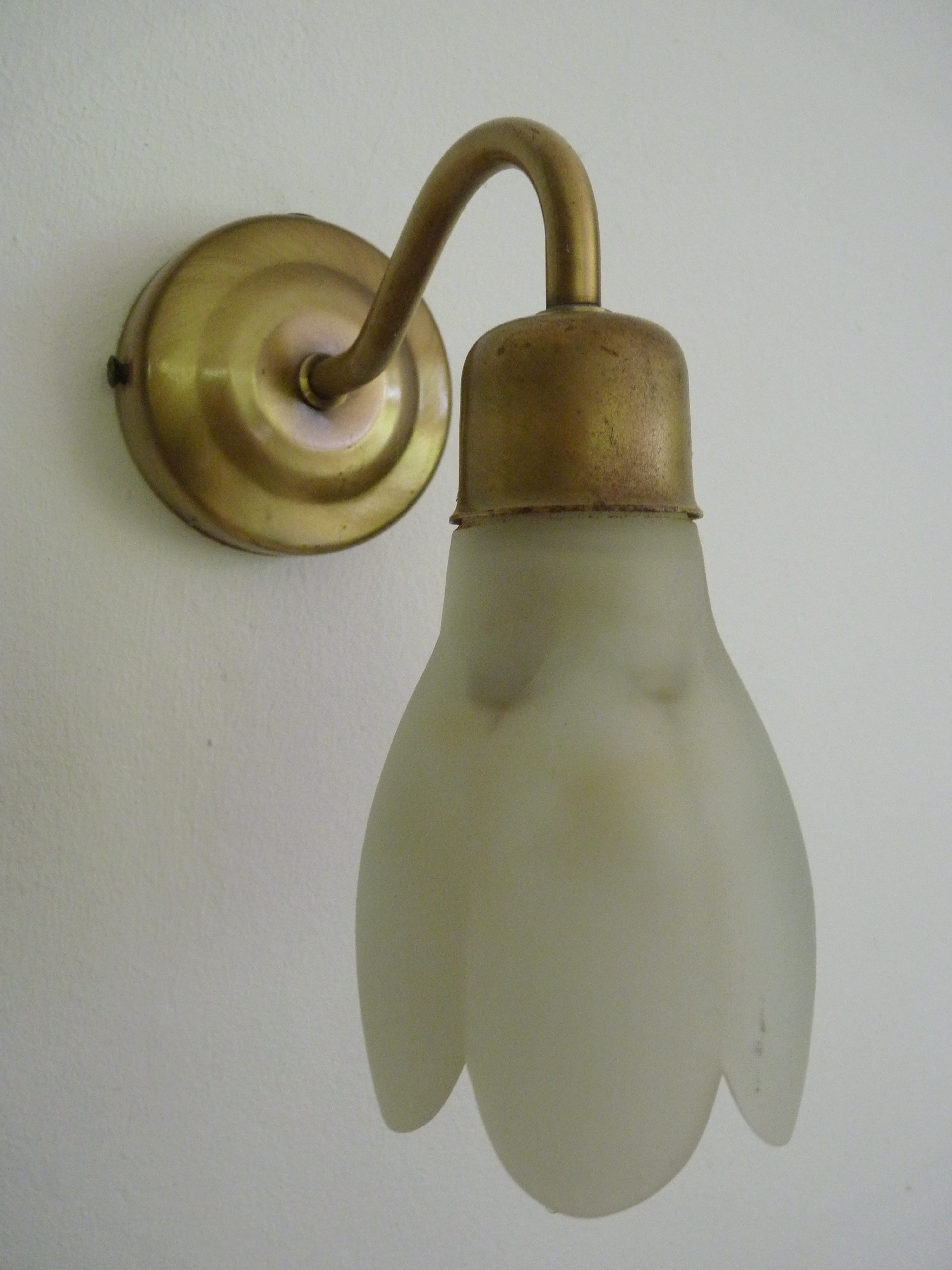
Tulpen-Wandlampe

Eine Tulpenlampe ist eine für die 1950er Jahre typische elektrische Steh-, Tisch- bzw. Wandlampe mit tulpenförmigem bunten Lampenschirm.
Neben der Tulpenlampe gehören zu den typischen Möbeln der 1950er Jahre in Deutschland die Tütenlampe, der Nierentisch und der Cocktailsessel.
Die älteste innenarchitektonische Ausstattung eines öffentlichen Gebäudes mit Tulpenlampen datiert 1953 und befindet sich im Schauspielhaus Bochum.